# Verrückt
«Verrückt» (en español, «Demente») es el primer sencillo del álbum Die Hölle Muss Warten de la banda de Metal Industrial Eisbrecher. Fue lanzado a la venta en 20 de enero de 2012.

## Lista de canciones
1. "Verrückt" - [3:23]
2. "Verrückt (Combichrist Remix)" - [4:16]